# Jason Aldean (álbum)
Jason Aldean é o álbum de estreia do cantor norte-americano de música country Jason Aldean, lançado em 26 de julho de 2005 pela Broken Bow Records. Após seu lançamento, alcançou a trigésima sexta colocação na lista da tabela musical Billboard 200. Foi certificado como platina pela Recording Industry Association of America (RIAA), por vendas superiores a 1 milhão de cópias.

## Lista de faixas
| N.º            | Título                          | Compositor(es)                                | Duração |  |
| 1.             | "Hicktown"                      | Big Kenny, John Rich, Vicky McGehee           | 5:06    |  |
| 2.             | "Amarillo Sky"                  | Kenny, Rich, Rodney Clawson, Bart Pursley     | 3:23    |  |
| 3.             | "Why"                           | Rich, Clawson, McGehee                        | 3:33    |  |
| 4.             | "Even If I Wanted To"           | Jason Aldean, Justin Weaver                   |         |  |
| 5.             | "Lonesome USA"                  | David Lee Murphy, Kim Tribble, Mark Wright    | 3:40    |  |
| 6.             | "Asphalt Cowboy"                | Jeff Stevens, Kenny West                      | 4:03    |  |
| 7.             | "I'm Just a Man"                | Chad Brock, McGehee, Rich                     | 3:17    |  |
| 8.             | "You're the Love I Wanna Be In" | Aldean, McGehee, Rich                         | 3:18    |  |
| 9.             | "Good to Go"                    | Clawson, Tim Nichols                          | 4:02    |  |
| 10.            | "I Believe In Ghosts"           | Marc Beeson, Jim Collins, D. Vincent Williams | 3:26    |  |
| 11.            | "She Loved Me"                  | Aldean, Brad Adkins, Bobby Pinson             | 3:27    |  |
| Duração total: | Duração total:                  | Duração total:                                | 40:15   |  |

## Desempenho nas tabelas musicais

### Posições
| Tabela musical (2005)                 | Melhor posição |
| ------------------------------------- | -------------- |
| Estados Unidos - Country Albums Chart | 6              |
| Estados Unidos - Billboard 200        | 37             |
| Estados Unidos - Independent Albums   | 37             |

### Singles
| Ano  | Single         | Melhor posição | Melhor posição |
| Ano  | Single         | EUA Country    | EUA            |
| ---- | -------------- | -------------- | -------------- |
| 2005 | "Hicktown"     | 10             | 68             |
| 2005 | "Why"          | 1              | 43             |
| 2006 | "Amarillo Sky" | 4              | 59             |

### Certificações
| País           | Certificador | Certificação |
| -------------- | ------------ | ------------ |
| Estados Unidos | RIAA         | Platina      |